# Ктенопома Анзорга
Ктенопома Анзорга або жовтогаряча ктенопома (Microctenopoma ansorgii, синонім Ctenopoma ansorgii) — дрібний тропічний прісноводний вид африканських лабіринтових риб з родини анабасових (Anabantidae).
Отримала назву на честь свого відкривача — доктора Анзорга (Dr. W. J. Ansorge).

## Опис
Ктенопома Анзорга — один з найменших і водночас найяскравіше забарвлених представників роду Microctenopoma. Максимальний відомий розмір — 54 мм стандартної (без хвостового плавця) довжини. В акваріумах самці виростають до 8 см загальної довжини.
Тіло видовжене, веретеноподібне, з дуже коротким хвостовим стеблом, трохи сплощене з боків. Висота тіла в 3,5-4 рази менша за загальну довжину, з віком вона збільшується. Висота хвостового стебла становить 14-17 %, а його довжина 2-6 % стандартної довжини. Профілі спини та черева майже прямі.
Довжина голови в 3,2-3,5 рази менша за загальну довжину. Діаметр ока в 3,7-4 рази менший за довжину голови й приблизно дорівнює міжорбітальній відстані. Морда коротка, її довжина трохи менша за діаметр ока. Верхній та нижній профілі голови округлі. Рот досить великий, верхня щелепа сягає вертикалі, опущеної від передньої чверті або третини ока. Присутні піднебінні зуби. 1-5 коротких шипів над вирізом у зябрових кришках, ще 1 — нижче за нього й жодного в межах вирізу. 6-8 зябрових тичинок на нижній частині першої зябрової дуги.
Спинний та анальний плавці довгі, схожі за будовою, але спинний довший. У спинному плавці 16-19 твердих і 6-8 м'яких променів, в анальному 10-12 твердих і 7-10 м'яких. Тверді промені спинного плавця до 6-го променя поступово збільшуються за висотою, далі — приблизно однакові (40-50 % довжини голови заввишки). Приблизно такої самої висоти й м'які промені, кінець плавця подовжений у нитку. Довжина грудних плавців становить 67-75 % довжини голови, вони мають по 7 променів. У черевних плавцях по 1 твердому та по 5 м'яких променів, причому перші два промені подовжені в нитки й у складеному стані сягають далеко за початок анального плавця. Відстань між грудними та черевними плавцями становить 11-15 % стандартної довжини. Хвостовий плавець у дорослих особин округлий, має 12 променів.
26-27 хребців. Бічна лінія розірвана, складається з верхньої та нижньої частин. Луски шорсткі, ктеноїдні, 25-28 лусок у бічному ряду, 1-9 у верхній бічній лінії, 2-7 у нижній бічній лінії.
Рибка має додатковий орган дихання — лабіринт, розташований над зябрами. У ктенопоми Анзорга цей орган менш розвинений, ніж у представників родів Betta, Macropodus або Trichogaster.
Основне забарвлення мінливе, залежить від настрою риб. Воно може бути жовтогарячим, жовтувато-коричневим, коричневим або сірим, на світлі із зеленкуватим, блакитним або фіолетовим лиском. Черево жовтувате. Найбільш характерною деталлю забарвлення виду є 6-8 темно-коричневих вертикальних смуг на тілі. Вони зазвичай виразні, мають чіткі краї, вужчі за світлі проміжки між ними. Ці смуги більш чіткі в самців, у них (але не в самок чи неповнолітніх риб) вони продовжуються на спинному та анальному плавцях. Дві темні смужки радіально виходять від заднього краю орбіт очей у напрямку зябрових кришок. У молодих особин (до 25 мм стандартної довжини) на хвості присутня темна пляма в світлій облямівці, згодом вона тьмянішає й щезає, коли риби досягають розміру близько 37 мм стандартної довжини.
Забарвлення спинного та анального плавців є продовженням малюнку на тілі. Хвостовий плавець має бліде сіро-коричневе забарвлення. Єдина чорна смужка проходить посередині черевних плавців. Передній край черевних плавців, а також кінчики променів спинного та анального плавців білі.
Здатність до зміни кольору в самців ктенопоми Анзорга є феноменальною, при збудженні вони стають просто приголомшливими. Особливо це помітно під час нересту. Основне забарвлення самців стає насиченим жовтогарячим, а темні вертикальні смуги та цьому тлі — особливо виразними. Самки забарвлені набагато простіше, мають однотонне бежеве або кольору вохри забарвлення. За інтенсивністю забарвлення самців і самок Microctenopoma ansorgii можна розрізнити вже в підлітковому віці, коли вони ще не досягають і 2 см завдовжки.
У дорослої ктенопоми Анзорга визначити стать взагалі дуже легко. Самці стрункіші, більші й набагато барвистіші за самок, особливо в шлюбному вбранні. Плавці в них більші за площею, спинний, анальний та черевні подовжені. Зрілі самки відрізняються товстим черевом, їхня довжина приблизно на 10 мм менше довжини дорослого самця. В нерестову добу основне забарвлення самців стає жовтогарячим, а їхнє тіло набуває золотавого відтінку, хвостовий плавець стає чорним, на черевних плавцях на темному тлі добре помітна біла облямівка.

## Поширення
Ктенопома Анзорга поширена в центральній і нижній частинах басейну річки Конго та в річці Чилоанго (Кабінда, Ангола). Основний ареал виду розташований у зоні вологих тропічних лісів, переважно в межах в Демократичної Республіки Конго та Республіки Конго.
Були повідомлення, що ктенопому Анзорга ловили в басейні річки Ньонг (фр. Nyong) (кілька ділянок в околицях міста Есека (фр. Éséka)) в Камеруні, проте жодного екземпляра з цього району не було перевірено. Є також неперевірене повідомлення про присутність виду в системі Ніарі-Куїлу (фр. Niari-Kouilou) в Республіці Конго.
У 1970—1980 рр. ктенопома Анзорга була інтродукована на Мадагаскарі й прижилася там.
У природі вид зустрічається в невеликих річках з м'якою, слабко кислою водою. Параметри води: pH 6,0-8,0, твердість 5-19 °dH; температура 26-28 °C. Риби тримаються в прибережній зоні водойм з повільною течією серед густої рослинності та зануреного коріння дерев, під захистом прибережних рослин, що нависають над водою. Зазвичай трапляються біля дна.
Серйозних загроз існуванню виду по всьому ареалу його поширення не існує.

## Біологія
Microctenopoma ansorgii належить до числа лабіринтових риб, вона має додатковий лабіринтовий орган дихання, який дозволяє їм додатково отримувати кисень безпосередньо з повітря.
У дикій природі ктенопома Анзорга харчується личинками комах, дрібними ракоподібними та мальками інших риб.
Під час нересту самці будують на поверхні води гнізда з піни, вони також доглядають за кладкою.

## Утримання в акваріумі
Забарвлення ктенопоми Анзорга дуже привабливе (маються на увазі самці), вона є найколоритнішим представником африканських лабіринтових риб і користується певним попитом серед акваріумістів. Вперше була завезена до Нідерландів 1958 року, 1968 року з'явилася в НДР. В акваріумах зустрічається відносно рідко, але час від часу трапляється в гуртовій торгівлі. Дорослі риби погано адаптуються до нових умов, навіть за найкращого догляду вони невдовзі гинуть. Тому імпортери зазвичай завозять із Конго молодих рибок, 3-4 см завдовжки, які легко звикають до акваріума. Для риб, розведених і вирощених у неволі, проблеми адаптації не існує.

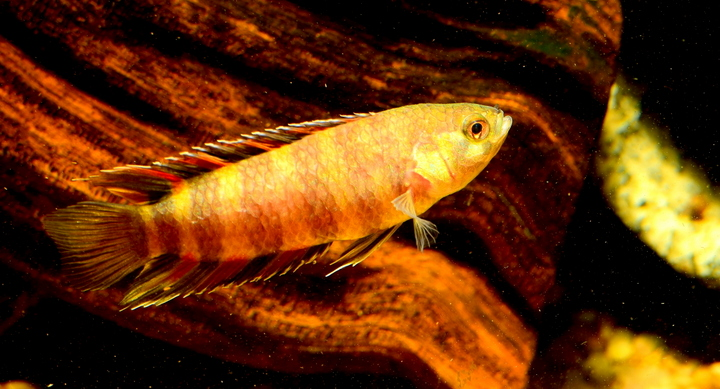

Ктенопому Анзорга тримають у добре структурованих акваріумах місткістю щонайменше 50 л. Вона воліє жити в густих заростях рослин, які висаджують з боків та біля задньої стінки. Освітлення приглушене, ґрунт з темного гравію. На поверхні води мають бути плавучі рослини, вони притінюють акваріум. Риби повинні мати хоча б декілька схованок. Для цього акваріум декорують корчами, глиняними горщиками, різноманітними гротами та іншими конструкціями без гострих кутів. Крім того, повинно лишатися вільне місце для плавання.
Акваріум тісно накривають, при цьому відстань від поверхні води до кришки має бути не менше 10 см. Ктенопоми використовують для дихання атмосферне повітря, тому над поверхнею повинно бути тепле повітря, щоб риби не застудилися. Кришка також не дозволяє рибам вистрибнути з акваріума. На поверхні води має лишатися вільне місце, щоб риби могли вільно ковтати повітря.
Ктенопома Анзорга потребує м'якої, трохи кислої води. Рекомендовані параметри: твердість 2-20 °dH, показник pH 5-7,5. Температура може бути в межах 19-27 °C, оптимально 20-24 °C. В занадто теплій воді риби стають кволими. Корисною є фільтрація води через торф. Рух води має бути мінімальним. Часта зміна води сприяє здоров'ю риб.
Вид доволі витривалий, може жити в акваріумі до 5 років.

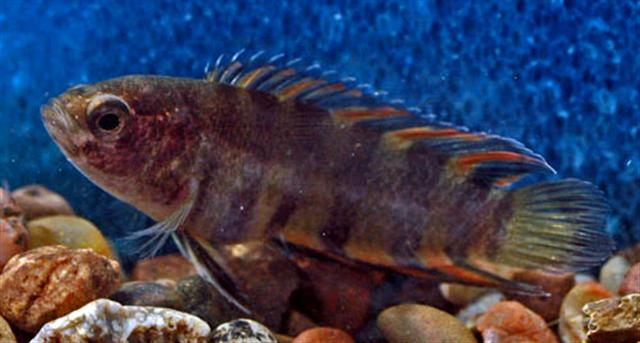

Ктенопома Анзорга — дуже цікавий вид. Незважаючи на належність до лабіринтових риб, вона зовні більше схожа із цихлідами, ніж з відомими азійськими лабіринтовими з родини осфронемових. Тримається в нижніх і середніх шарах води. Риби постійно перебувають у стані екстремальної пильності, весь час ховаються, їх рідко можна побачити. Вони виходять лише для годівлі й зайвий раз не плавають по акваріуму, а відразу повертаються до схованки, щоб перетравити їжу наодинці; приблизно за годину з'являються знову. Ктенопоми Анзорга досить повільні, іноді відпочиватимуть на дні або поблизу нього. Можуть ковзати вздовж дна головою донизу, щось вишукуючи в ґрунті. Іноді блукають серед рослинності. Використання риб-подразників, наприклад, гупі, певною мірою підвищує активність ктенопом, вони виходять із схованок і починають плавати по всьому акваріуму.
Ктенопому Анзорга можна тримати як у видовому, так і в спільному акваріумі. Характер мирний, навіть суперництво між самцями за самку обходиться без бійок й обмежується лише демонстрацією своєї сили та краси. Певна агресія спостерігається лише під час годівлі, але й вона не завдає рибам шкоди. Побачивши корм, риби збуджуються й буквально кидаються на їжу. Лише у збудженому стані дорослі ктенопоми Анзорга виявляють своє чудове забарвлення, в своїх схованках вони лишаються невиразними.
При утриманні в спільному акваріумі вибирають тихих мирних сусідів з числа поверхневих або донних риб, приблизно такого самого розміру. Більші активні та агресивні сусіди відтісняють ктенопом від корму й примушують їх постійно триматися в схованках. Занадто дрібні сусіди можуть стати для ктенопоми Анзорга потенційною здобиччю.
Ці риби мають високу потребу в кормах. Годують ктенопому Анзорга живими та замороженими кормами. Перевагу надають личинкам комарів. Можна підгодовувати також мальками живородних риб. Від сухих кормів зазвичай відмовляються.

## Розведення
Нерест парний. Для розведення використовують нерестовища місткістю 30-50 літрів, облаштовані так само, як і акваріум для утримання риб. На поверхні води мають бути плавучі рослини, самець використовує їх як основу при будівництві гнізда. Успішним розведення буває лише в м'якій воді. Оптимальні параметри води: твердість 4-6 °dH і до 1 °KH, рН 6,0-6,5, температура 24-26 °C, фільтрація через торф. Рівень води знижуть до 10 см.
Певні проблеми можуть виникати із визначенням статі, навіть у дорослих риб. У самців, що стоять на нижньому щаблі соціальної ієрархії, може уповільнюватись розвиток спинного та анального плавців. Разом зі слабким забарвленням це робить їх схожими на самок і зменшує схильність домінантних самців до агресії проти них. Водночас зустрічаються й дуже барвисті самки. Загалом самок зі зрілою ікрою можна чітко впізнати за сильно набряклим черевом. Самці з наближенням нересту набирають чудового вбрання й все частіше залицяються до самок із розправленими плавцями.
Кондиції риб підіймають годівлею міцним живим кормом. Нерест стимулюють підвищенням температури води на 2-3 °C та зменшенням її твердості.
За добу або й більше після відсаджування пари до нерестовища самець починає будувати гніздо з піни. Спочатку він робить це хаотично, й бульбашки розпливаються по всій поверхні води. Врешті зупиняється в певному місці, зазвичай під великим листком, що плаває на поверхні. Тепер самка все частіше підпливає до партнера під гніздо, проте той відганяє її. Лише коли самець буде готовий до нересту, він приймає самку під гніздом. При цьому він розправляє плавці й помахує усім тілом. Самка штовхає самця в бік, і риби починають кружляти. Після кружлянь пара переходить до обіймів, які можуть відбуватися прямо під гніздом або ближче до дна. Самець вигинає своє тіло так, що його голова та хвіст спрямовані до поверхні води, самка запливає в цей вигин, і партнер стискає її. Риби завмирають і за легкого тремтіння викидають статеві продукти. Прозора як скло ікра повільно спливає до поверхні води. Самка відпливає вбік, а самець збирає ікринки й укладає їх до гнізда. Через деякий час риби повторюють спаровування й відкладають наступну порцію ікри. За один акт відкладається близько 30 ікринок, а загалом їх отримують до 600 штук.
Самець сам доглядає за потомством. Самку краще забрати з нерестовища, адже самець захищає гніздо від зловмисників і буде переслідувати її.
Інкубаційний період становить приблизно 24 години. Ще 3 дні личинки живляться запасами свого жовткового мішка, а тоді розпливаються по акваріуму. В цей момент самця відсаджують, а малят починають годувати. Мальки крихітні (дві чорні крапочки очок та маленькі прозорі тільця), весь час ховаються, їх важко помітити. Стартовий корм: інфузорії, коловертки, «живий пил». Через тиждень беруть наупліуси артемій.
Мальки ростуть досить швидко, але індивідуальні темпи росту сильно відрізняються. Поступово вони починають випливати зі схованок. Маючи розмір близько 10 мм молодь уже має смугастий малюнок, характерний для цього виду. У віці 6 тижнів молоді самці вже виявляють чудове жовтогаряче забарвлення й з розправленими плавцями демонструють свою першу поведінку залицяння та вступають між собою в короткі імітаційні бої. За умови різноманітного й поживного харчування через півроку молодь досягає розміру 6 см завдовжки. Повністю рибки визрівають у віці 1,5-2 роки.

## Відео
- Microctenopoma ansorgii POWER Struggle на YouTube by Qurex
- Microctenopoma ansorgii на YouTube by Rentnerschwemme